# Hybanthus albus
Hybanthus albus (A.St.-Hil.) Baill. – gatunek roślin z rodziny fiołkowatych (Violaceae). Występuje naturalnie w Peru, Boliwii oraz Brazylii (w stanach Amazonas, Bahia i Minas Gerais), Paragwaju, Urugwaju oraz Argentynie. 

## Morfologia
PokrójZimozielony krzew.
LiścieBlaszka liściowa ma kształt od eliptycznego do lancetowatego. Mierzy 2,5–4 cm długości, jest piłkowana na brzegu, ma ostrokątną nasadę i spiczasty wierzchołek.